# (3105) Stumpff
(3105) Stumpff es un asteroide perteneciente al cinturón de asteroides, descubierto el 8 de agosto de 1907 por A. Kopff desde el Observatorio de Heidelberg-Königstuhl, Alemania.

## Designación y nombre
Designado provisionalmente como A907 PB. Fue nombrado Stumpff en honor al astrónomo alemán y mecánico del cielo Karl Stumpff.